# جونستاون
جونستاون (بالإنجليزية: Johnstown, Pennsylvania)‏ هي مدينة تقع في مقاطعة كامبريا (بنسيلفانيا) بولاية بنسيلفانيا في الولايات المتحدة. تبلغ مساحة هذه المدينة 15.7 (كم²)، وترتفع عن سطح البحر 348 م، بلغ عدد سكانها 20577 نسمة في عام 2010 حسب إحصاء مكتب تعداد الولايات المتحدة.

## الموقع الجغرافي
الموقع الجغرافي للمناطق المحيطة بهذه النقطة هو كالتالي:

## أعلام
- ألان فريد
- ستيف ديتكو
- كارول بيكر
- بوب باستيان
- أليكس عازار
- جاكوب س. هيغينز
- جون باتريك
- فرانك بنفورد
- حيرام جي. اندروز

## وصلات خارجية
- www.cityofjohnstownpa.net
- The US50 - Cities and Towns in Pennsylvania State

قالب:مدن بنسيلفانيا